# 拉斐爾車頂武器站
拉斐爾車頂遙控武器站（英語：Rafael Overhead Weapon Station）是一款由拉斐爾武器開發局（現稱：拉斐爾先進防禦系統公司）與以色列國防軍合作研發的遙控武器站（遠程操作的砲塔）。

## 概述
拉斐爾車頂遙控武器站是拉斐爾早期研發的遙控武器站。以色列國防軍將其安裝在阿奇扎里特裝甲運兵車和彪馬裝甲工程車，並配以FN MAG 7.62×51毫米北约口徑通用機槍。
車頂遙控武器站的獨特系統可作為控制機槍的強化工具，而射手亦無需被迫把自己暴露在敵方的火力範圍。它可以安裝在很少或根本沒有內置武器的裝甲車以上，例如M113裝甲運兵車、悍馬或其他類型的車輛，可搭載的主要武裝為1挺FN MAG通用機槍、白朗寧M2重機槍或Mk 19自動榴彈發射器。
它已被其後繼機型拉斐爾參孫遙控武器站（RCWS）所取代。然而，車頂遙控武器站更新為較大型的拉斐爾OWS-25和OWS-25R型號以後繼續生產。它倆配備了參孫所沒有的熱搜索燈，或迫击炮所使用的導引系統，而後者則是當前在拉斐爾的產品目錄中列出的目前產品。

## 衍生型

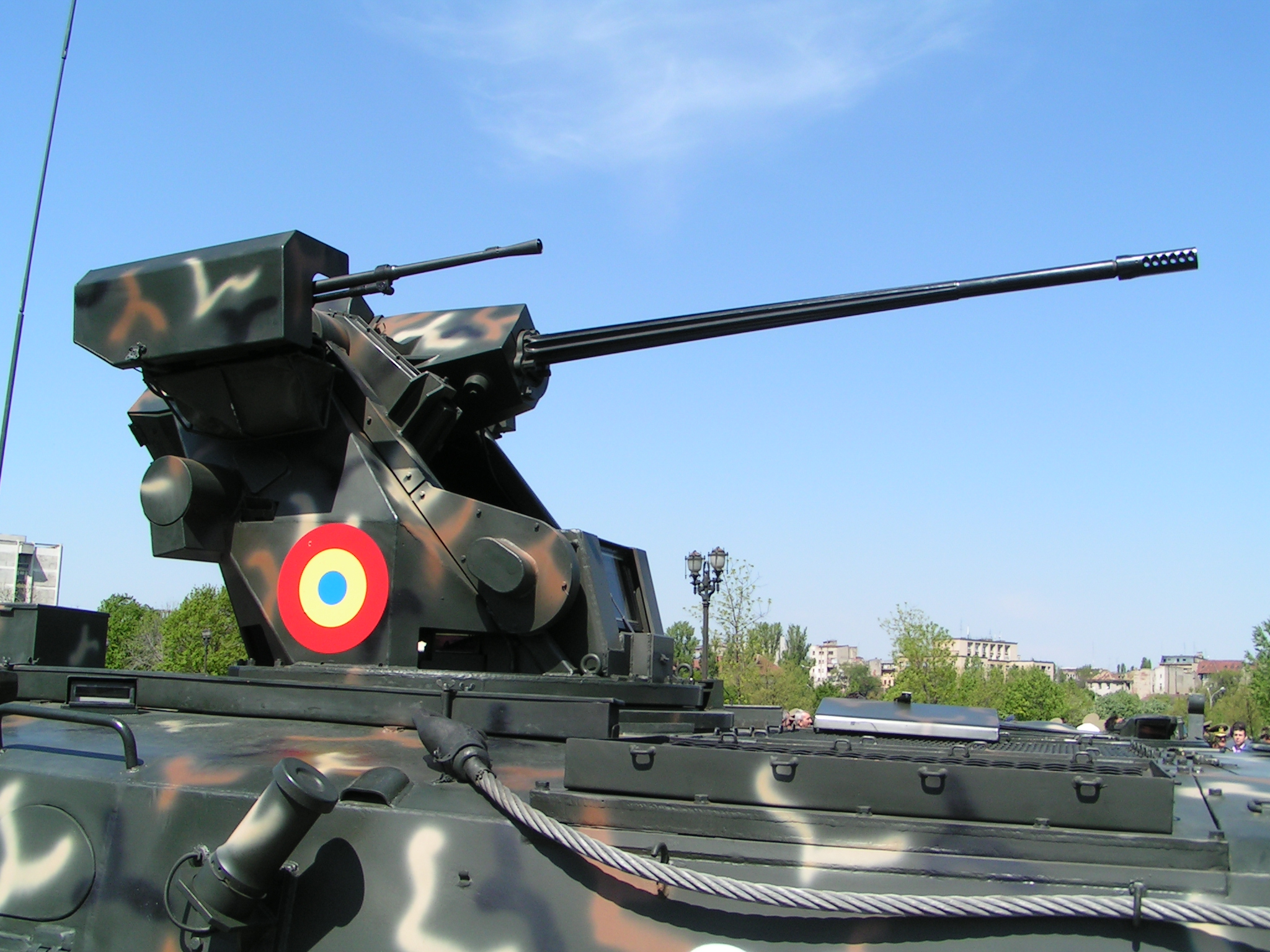
MLI-84M上搭載的OWS-25R。

拉斐爾OWS
基本型號。搭載7.62毫米通用機槍或12.7毫米重機槍。重量約140—200千克。己停產。
拉斐爾OWS-25
搭載歐瑞康KB 25毫米口徑機炮、7.62毫米同軸機槍和煙霧彈發射器。己停產。
拉斐爾OWS-25R
搭載歐瑞康KB 25毫米機炮、7.62毫米同軸機槍、2枚拉斐爾長釘反坦克导弹和煙霧彈發射器的無人砲塔，總重為1,100公斤（2,425.08磅）。

## 使用國
拉斐爾車頂遙控武器站在以下載具上使用：
- 以色列：拉斐爾OWS，以色列國防軍在其以上搭載7.62毫米通用機槍並用作以下載具的基本裝備。
  - 阿奇扎里特裝甲運兵車
  - 美洲狮裝甲工程車（英语：Puma armored engineering vehicle）
- 羅馬尼亞：拉斐爾OWS-25R。
  - MLI-84M（羅馬尼亞陸軍BMP-1步兵戰車改進型）
- 新加坡：拉斐爾OWS-25。
  - M113A2超OWS
- 斯洛維尼亞：拉斐爾OWS-25。
  - LKOV德沃克偵察戰鬥車輛（奥地利潘德1型裝甲運兵車（英语：Pandur I）改進型）
- 其他
  - 奧撒卡（英语：Otokar）蠍式（英语：Otokar Akrep）步兵機動車輛
  - 奧撒卡眼鏡蛇輪式輕型裝甲車
  - 奧撒卡亞武茲裝甲戰鬥車輛

## 資料來源
1. ↑  .   [2016-06-12]. （原始内容存档于2021-02-27）.
2. ↑  .   [2016-06-12]. （原始内容存档于2021-01-18）.
3. ↑   (PDF).   [2016-06-12]. （原始内容 (PDF)存档于2015-09-24）.
4. ↑   (PDF).   [2016-06-12]. （原始内容 (PDF)存档于2016-03-03）.
5. ↑  OWS - 7.62mm 12.7mm. 的存檔，存档日期2007-05-05.

## 外部連結
- （英文）—Rafael Advanced Defense Systems Ltd.—OWS-25 （页面存档备份，存于）